# کریس پاین
کریستوفر ویتلو «کریس» پاین (به انگلیسی: Christopher Whitelaw "Chris" Pine) (زادهٔ ۲۶ اوت ۱۹۸۰) بازیگر آمریکایی است که با ایفای نقش در فیلم پیشتازان فضا بیشتر شناخته شد.

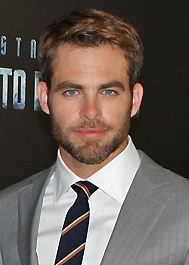
در سال ۲۰۱۳ در نخستین نمایش فیلم پیشتازان فضا به‌سوی تاریکی

## اوایل زندگی
کریس پاین در مرکز پزشکی سیدرز-ساینای در لس آنجلس، کالیفرنیا بدنیا آمد. پدر او، رابرت پاین و مادر او، گِوین گلیفورد است که هردو بازیگر هستند. او یک خواهر بزرگتر از خود به نام کاترین دارد که او هم دستی بر بازیگری دارد. همچنین، آن وین مادر بزرگِ مادری کریس پاین نیز بازیگر فیلم‌های کلاسیک بود.
پاین در سال ۲۰۰۲ با مدرک لیسانس از دانشگاه کالیفرنیا، برکلی فارغ‌التحصیل شد. هنگامی که به برکلی نقل مکان کرد، به دلیل پیدا کردن خانه ای مناسب، به سختی با دیگران وارد رابطه‌های دوستانه می‌شد. همچنین او علاقه ای به همخانه بودن نداشت.
سپس وارد گروه تئاتر یوسی برکلی شد و در تئاتر زیرمینی لاوالس پیزاس به اجرای یکی از نمایشنامه‌های کاریل چرچیل و سپس در سالن تئاتر زلرباخ به اجرای نمایشنامه‌های شکسپیر پرداخت.
او به مدت یکسال دانشجوی تبادلی دانشگاه لیدز در انگلستان بود. پس از فارغ‌التحصیلی از دانشگاه برکلی، او در فستیوال تئاتر ویلیامستاون شرکت کرد و سپس در تئاتر هنرستان سن فرانسیسکو به تحصیل پرداخت.

## حرفه
اولین نقش آفرینی پاین، در سال ۲۰۰۳ در یک اپیزود سریال ای آر بود. او در همان سال در اپیزودهایی از سریال نگهبان و سریال سی اس آی:میامی بازی کرد.
در سال ۲۰۰۴ پاین در فیلم کوتاه چرا آلمان؟ جلوی دوربین رفت و سپس در همان سال، نقش نیکولاس دِورو را در فیلم دفتر خاطرات شاهدخت ۲: تعهد سلطنتی به عنوان عاشق شخصیت اصلی که ان هتوی نقش اورا داشت، ایفا کرد. در سال ۲۰۰۵ پاین در قسمتی از سریال شش فوت زیر زمین، همچنین در فیلم اعتراف، یک فیلم مستقل که مستقیماً به صورت ویدیویی منتشر شد، و یک فیلم کوتاه دیگر به نام گاوهای نر ظاهر شد.
پاین در تله فیلم تسلیم شو دوروتی نقش آفرینی کرد که در اوایل سال ۲۰۰۶ پخش شد. در همان سال، با لیندزی لوهان در فیلم فقط شانس من هم بازی شد. سپس در فیلم کمدی قرار کورکورانه و در فیلم آس‌های دودی جلوی دوربین رفت. او در همان سال در نمایش تک نفرهٔ آتئیست در نیویورک روی صحنه رفت. در ۲۰۰۷ در کنار اسکات ولف برای نمایش خوک چاق نوشتهٔ نیل لابیت روی صحنه در لس آنجلس رفت و توانست نظرات مثبت بسیاری را کسب کند.
پاین در سال ۲۰۰۸ در فیلمِ بر اساس واقعیتِ شوک شیشه ای در نقش بو برت ظاهر شد. او در همان سال پیشنهاد بازی در فیلم جاز سفید را رد کرد تا در فیلم پیشتازان فضا در نقش کاپیتان جیمز کرک روبروی دوربین برود. این فیلم در سال ۲۰۰۹ به نمایش درآمد و توانست با استقبال زیاد بینندگان و منتقدان روبرو شود. او در تابستان همان سال در نمایش فاراگوت شمالی نوشتهٔ بو ویلیمن بازی کرد. در سال ۲۰۱۰ برای نمایش ستوان اینیشمور به روی صحنه رفت که برای آن برندهٔ جایزه اصلی حلقهٔ اصلی منتقدان لس آنجلس شد.
در پاییز ۲۰۰۹ پاین برای فیلم توقف ناپذیر همراه با دنزل واشینگتن روبروی دوربین رفت. این فیلم دربارهٔ یک قطار باری ست که از کنترل خارج می‌شود و دو مرد قصد متوقف کردن آن را دارند. او در همان سال وارد مذاکره برای بازی در نقش جک رایان در فیلم جک رایان: سرباز سایه براساس رمان‌های تام کلنسی شد. این فیلم در سال ۲۰۱۴ منتشر شد. پاین بعد از الک بالدوین، هریسون فورد و بن افلک چهارمین بازیگری بود که در نقش جک رایان مقابل دوربین ظاهر شد.
او در سال ۲۰۱۱ در مستند کاپیتان‌ها با ویلیام شاتنر، بازیگری که بیش از چهل سال پیش نقش کاپیتان جیمز کرک را داشت، همکاری کرد. این مستند راجع به نسخه‌های متعدد ساخته شده از پیشتازان فضا است.
پاین در سال ۲۰۱۰ برای این یعنی جنگ همراه با ریس ویترسپون و تام هاردی جلوی دوربین رفت. این فیلم در فوریه ۲۰۱۲ منتشر شد. او در انیمیشن ظهور نگهبانان صداپیشهٔ کاراکتر جک فراست بود. همچنین او در فیلم درام مردمی شبیه ما همبازی الیزابت بنکس، اولیویا وایلد و میشل فایفر شد. این فیلم در سال ۲۰۱۲ به نمایش درآمد. او دوباره در نقش کاپیتان جیمز کرک در ادامه دنبالهٔ فیلم پیشتازان فضا با عنوان پیشتازان فضا به‌سوی تاریکی نقش آفرینی کرد. این فیلم در مه ۲۰۱۳ منتشر شد.
در سال ۲۰۱۴ پاین وارد مذاکره برای بازی در فیلم بهترین ساعات شد. این فیلم در ژانویهٔ سال ۲۰۱۶ به نمایش درآمد. همچنین، او در سریال تابستان آمریکایی خیس و گرم:اولین روز اردو در سه قسمت مهمان شد و پس از آن در استاپ موشن سوپر منشن بجای دو شخصیت صداپیشگی کرد. در می ۲۰۱۶ او در نقش یکی از برادران هاوارد به همراه بن فاستر جلوی دوربین فیلم اگر سنگ از آسمان ببارد رفت. این فیلم پس از به نمایش درآمدن در جشنواره فیلم کن ۲۰۱۶، در اوت ۲۰۱۶ اکران شد. کلایتون دیویس از ورایتی، بازی پاین در این فیلم را بهترین بازی او دانست و نوشت که پاین «محدوده محفوظ خود را به عنوان یک مرد برجسته نشان می‌دهد.»
پاین در فیلم فراتر از پیشتازان فضا برای بار دیگر در نقش کاپیتان کرک ظاهر شد. او در سال ۲۰۱۶ توانست اولین نامزدی جایزهٔ امی را برای «اجرای صدای فوق العاده شخصیت» در سریال سوپر منشن دریافت کند. در همان سال پاین در آلبوم انکور:شرکای فیلم برادوی می‌خوانند و در دو آهنگ من تورا خواهم دید و من به چهره او عادت کردم با باربارا استرایسند همخوانی کرد.
در سال ۲۰۱۵، پاین برای نقش استیو ترور، مقابل گل گدوت، در فیلم ابرقهرمانی زن شگفت‌انگیز انتخاب شد. این فیلم در ژوئن ۲۰۱۷ اکران شد و نقدهای مثبتی دریافت کرد. او در سال ۲۰۱۷ نیز در فصل دوم سریال سوپر منشن و فیلم تابستان آمریکایی خیس و گرم:ده سال بعد و همچنین در فصل سوم سریال آنجی ترابکا در یک اپیزود همراه با پدرش و در برنامه غیرمنتظره که از شبکه نشنال جئوگرافیک پخش می‌شد، به عنوان مهمان ظاهر شد.
در سال ۲۰۱۸، او در فیلم چین خوردگی در زمان در نقش دکتر الکساندر موری و در فیلم پادشاه یاغی در نقش اصلی بازی کرد. پاین در همان سال صداپیشگی پیتر پارکر/مرد عنکبوتی را در انیمیشن مرد عنکبوتی:به درون دنیای عنکبوتی برعهده گرفت. در اوت همان سال گزارش شد که پاین پس از به نتیجه نرسیدن مذاکرات قرارداد، در فیلم چهارم از سری فیلم‌های پیشتازان فضا نقش آفرینی نخواهد کرد. اما فیلم‌های چین خوردگی در زمان و پادشاه یاغی ِ او در همان سال اکران شدند. پروژهٔ بعدی پاین که در دسامبر ۲۰۱۸ اکران شد، انیمیشن مرد عنکبوتی: به درون دنیای عنکبوتی بود که در آن، پاین به جای پیتر پارکر صداپیشگی کرده بود.
در ژوئیه ۲۰۱۷ اعلام شده بود که پاین قرار است در یک مینی سریال که قرار است از شبکهٔ کابلی تی ان تی پخش شود، نقش آفرینی کند. این سریال با نام من شب هستم در ژانویه ۲۰۱۹ پخش شد.
در ژوئن ۲۰۱۸ پتی جنیکنز اعلام کرد که پاین در دنبالهٔ زن شگفت‌انگیز به نام زن شگفت‌انگیز ۱۹۸۴ دوباره در نقش استیو ترور ظاهر خواهد شد. این فیلم در دسامبر ۲۰۲۰ اکران شد.
پس از اینکه پاین به فیلم اقتباسی همه چاقوهای قدیمی پیوست، آمازون استودیوز مسئولیت انتشار این فیلم را برعهده گرفت. این استودیو پس از انتشار فیلم، آن را در سال ۲۰۲۲ در سینماهای ایالات متحده و سپس از طریق پرایم ویدئو پخش کرد.
کریس پاین، مقابل دوربین برای فیلم پیمانکار ظاهر شد. همچنین، او تهیه کنندگی این فیلم را نیز برعهده داشت. در سال ۲۰۲۲ برای نگران نباش عزیزم و سپس در سال ۲۰۲۳ در فیلم سیاه‌چال‌ها و اژدهایان مقابل دوربین رفت. لازم به ذکر است که در سال ۲۰۲۳ اولین تجربه کارگردانی او، فیلم پولمن اکران شد. وی در این فیلم وظیفه نویسندگی و بازیگری را نیز داشت.

## زندگی شخصی
پاین بیان داشته: «قطعاً ظاهری روحانی دارم… ولی آدم مذهبی نیستم، احتمالاً ندانم گرا باشم.»
در ۱ مارس ۲۰۱۴ و حین فیلمبرداری ز مثل زکریا در نیوزیلند، پاین نزدیک متون دستگیر و در تست الکل رد شد. در ۱۷ مارس به خاطر رانندگی حین مستی گناهکار شناخته شد و بیان کرد که در یک میخانه محلی چهار ودکا نوشیده بوده‌است. پاین به مدت ۶ماه از رانندگی در نیوزیلند محروم و محکوم به پرداخت ۹۳دلار نیوزیلند شد. از آنجا که سوابقش پاک بود، قاضی بیان کرد که «این ماجرا به رفتارها و خصوصیات پاین نمی‌خورد».
در حوزه سیاست، پاین خودش را یک «لیبرال چپ‌گرا» می‌داند. او بیان کرد که دموکرات‌ها و جمهوری‌خواه‌ها در بعضی موارد شبیه هم عمل می‌کنند و به تقویت لایحه میهن دوستی توسط اوباما اشاره کرد. در کارزار انتخاباتی ۲۰۱۶، همراه با دیگر بازیگران پیشتازان فضا جنبشی به نام پیشتازان علیه ترامپ به راه انداخت و از هیلاری کلینتون حمایت کرد. در ۱ نوامبر ۲۰۱۶، پاین همراه با جاس ویدون ویدیویی منتشر کرد و مردم را به شرکت در انتخاباتی آتی ترغیب کرد. اگرچه این ویدیو یک تقلید طنزگونه از کل کنگره بود، ولی بعضی مفسرین آن را شوخی با کنگره جمهوری‌خواه‌ها دانستند.
پاین از آوریل ۲۰۱۸ با آنابل والیس وارد رابطه شد. این دو در سال ۲۰۲۲ جدا شدند.
در سال ۲۰۲۰، پاین از کمپین ریاست جمهوری جو بایدن حمایت کرد. در اکتبر ۲۰۲۳، پس از حمله حماس به اسرائیل، او در میان بیش از ۷۰۰ بازیگر دیگر هالیوود، نامه ای سرگشاده را امضا کرد که خواستار بازگشت امن گروگان هایی شد که در غزه نگهداری می شدند.

## فیلم‌شناسی

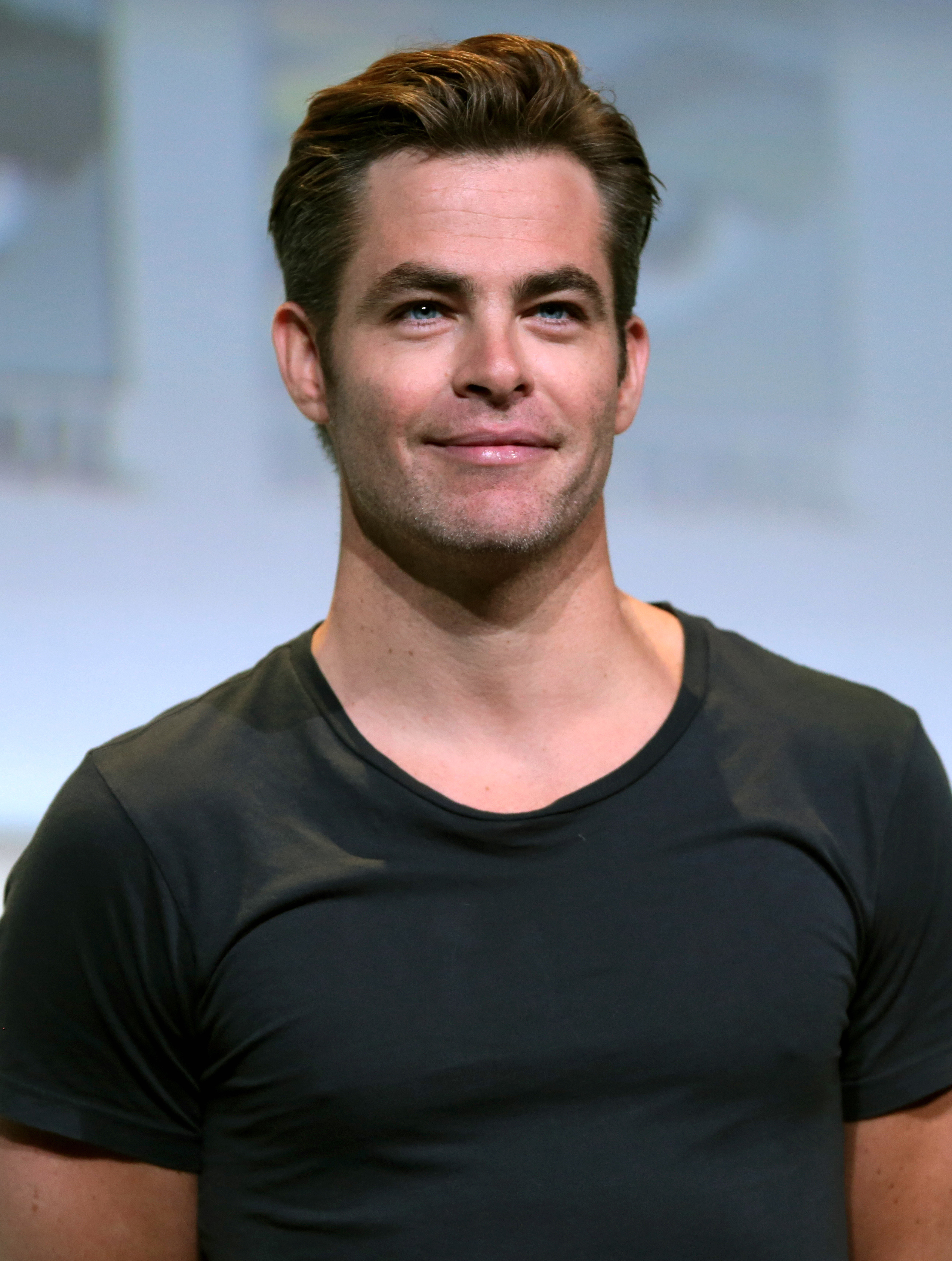
پاین در سال ۲۰۱۶

### سینمایی
| سال  | عنوان                               | نقش                         | کارگردان                             | نکات                      |
| ---- | ----------------------------------- | --------------------------- | ------------------------------------ | ------------------------- |
| ۲۰۰۴ | چرا آلمان؟                          | کریس                        | گیبریل پیترز-لازارو                  | فیلم کوتاه                |
| ۲۰۰۴ | دفتر خاطرات شاهدخت ۲: نامزدی سلطنتی | نیکولاس دورو                | گری مارشال                           |                           |
| ۲۰۰۵ | اعتراف                              | لوتر اسکات                  | جاناتان میرز                         | عنوان دیگر: رازهای مرگبار |
| ۲۰۰۵ | گاوهای نر                           | جیسون                       | اریک استولتس                         | فیلم کوتاه                |
| ۲۰۰۶ | فقط شانس من                         | جیک هاردین                  | دونالد پتری                          |                           |
| ۲۰۰۶ | قرار کورکورانه                      | دنی والدسچی                 | جیمز کیچ                             |                           |
| ۲۰۰۶ | آس‌های دودی                          | داروین ترمور                | جو کارنهان                           |                           |
| ۲۰۰۸ | شوک بطری                            | بو برت                      | رندال میلر                           |                           |
| ۲۰۰۹ | پیشتازان فضا                        | جیمز تی. کرک                | جی. جی. آبرامز                       |                           |
| ۲۰۰۹ | حامل                                | برایان گرین                 | الکس پاستور و دیوید پاستور           |                           |
| ۲۰۰۹ | فراتر از همه مرزها                  | هنسون بلدوین/ ستوان بیل رید | دیوید بریگز                          | صداپیشه، فیلم کوتاه       |
| ۲۰۱۰ | شهر کوچک شنبه‌شب                     | رت رایان                    | رایان کرگ                            |                           |
| ۲۰۱۰ | کاوش کوانتومی: سفر فضایی کاسینی     | دیو                         | هری کلور و دنیل سینت. پیر            | صداپیشه                   |
| ۲۰۱۰ | توقف ناپذیر                         | ویل کولسون                  | تونی اسکات                           |                           |
| ۲۰۱۲ | سلست و جس برای همیشه                | روری شنندوا                 | لی تولند کریگر                       | بازیگر مهمان              |
| ۲۰۱۲ | این یعنی جنگ                        | فرانکلین فاستر              | جوزف مک‌گینتی نیکول                   |                           |
| ۲۰۱۲ | مردمی شبیه ما                       | سمم هارپر                   | الکس کورتزمن                         |                           |
| ۲۰۱۲ | ظهور نگهبانان                       | جک فراست                    | پیتر رمزی                            | صداپیشه                   |
| ۲۰۱۳ | پیشتازان فضا به‌سوی تاریکی           | جیمز تی. کرک                | جی.جی. ابرامز                        |                           |
| ۲۰۱۴ | جک رایان: سرباز سایه                | جک رایان                    | کنت برانا                            |                           |
| ۲۰۱۴ | استرچ                               | راجر کاروس                  | جو کارناهان                          | بازیگر مهمان              |
| ۲۰۱۴ | رئیس‌های وحشتناک ۲                   | رکس هنسن                    | شان آندرس                            |                           |
| ۲۰۱۴ | به سوی جنگل                         | شاهزادهٔ سیندرلا             | راب مارشال                           |                           |
| ۲۰۱۵ | ز مثل زکریا                         | کیلب                        | کراگ زوبل                            |                           |
| ۲۰۱۵ | صنایع ادبی                          | خودش                        | اری لوینسون                          | مستند (راوی)              |
| ۲۰۱۶ | بهترین ساعات                        | برنی وبر                    | کریگ گیلسپی                          |                           |
| ۲۰۱۶ | اگر سنگ از آسمان ببارد              | توبی هورد                   | دیوید مکنزی                          |                           |
| ۲۰۱۶ | فراتر از پیشتازان فضا               | جیمز تی. کرک                | جاستین لین                           |                           |
| ۲۰۱۶ | به عشق اسپاک                        | خودش                        | آدام نیموی                           | مستند                     |
| ۲۰۱۷ | زن شگفت‌انگیز                        | استیو ترور                  | پتی جنکینز                           |                           |
| ۲۰۱۸ | چین خوردگی در زمان                  | دکتر الکساندر موری          | ایوا دوورنی                          |                           |
| ۲۰۱۸ | پادشاه یاغی                         | رابرت د بروس                | دیوید مکنزی                          |                           |
| ۲۰۱۸ | مرد عنکبوتی: به درون دنیای عنکبوتی  | پیتر پارکر                  | باب پرسیشتی، پیتر رمزی & رادنی راتمن | صداپیشه                   |
| ۲۰۱۹ | عشق، آنتوشا                         | خودش                        | گرت پرایس                            | مستند                     |
| ۲۰۲۰ | زن شگفت‌انگیز ۱۹۸۴                   | استیو ترور                  | پتی جنکینز                           |                           |
| ۲۰۲۲ | پیمانکار                            | جیمز هارپر                  | طارق صالح                            |                           |
| ۲۰۲۲ | همه چاقوهای قدیمی                   | هنری پلهام                  | ینوس متز پیدرسن                      |                           |
| ۲۰۲۲ | نگران نباش عزیزم                    | فرانک                       | اولیویا وایلد                        |                           |
| ۲۰۲۳ | سیاه چال‌ها و اژدهایان               |                             |                                      |                           |
| ۲۰۲۳ | پولمن                               | دارن بارنمن                 | خودش                                 |                           |
| ۲۰۲۳ | آرزو                                | پادشاه مگنیفیکو             | کریس باک                             | صداپیشه                   |

### تلویزیون
| سال              | عنوان                                      | نقش                                        | نکته                                   |
| ---------------- | ------------------------------------------ | ------------------------------------------ | -------------------------------------- |
| ۲۰۰۳             | بخش فوریت‌های پزشکی                         | لوین                                       | ۱ قسمت("هزار جرثقیل")                  |
| ۲۰۰۳             | نگهبانان                                   | لونی گرندی                                 | ۱ قسمت ("هیزل پارک")                   |
| ۲۰۰۳             | سی‌اس‌آی: میامی                              | تامی شندلر                                 | ۱ قسمت ("افراط")                       |
| ۲۰۰۴             | رویاهای آمریکایی                           | جویی ترمین                                 | ۱ قسمت ("بشارت‌های آسایش و شادی")       |
| ۲۰۰۵             | شش فوت زیر زمین                            | سم هویاک جوان                              | ۱ قسمت ("برای من برقص")                |
| ۲۰۰۶             | تسلیم شو دوروتی                            | شاون بست                                   | فیلم تلویزیونی                         |
| ۲۰۰۹، ۲۰۱۷       | پخش زنده شنبه شب                           | خودش / مجری                                | ۲ قسمت؛ مجری در سال ۲۰۱۷               |
| ۲۰۱۴             | اعتراف                                     | لوتر                                       | فیلم تلویزیونی                         |
| ۲۰۱۴، ۲۰۱۹، ۲۰۲۰ | مرغ ربات                                   | کاپیتان جیک/ نورمن بیتس/ کاپیتان کرک (صدا) | ۳ قسمت                                 |
| ۲۰۱۵             | تابستان آمریکایی خیس و گرم: اولین روز اردو | اریک                                       | ۵ قسمت                                 |
| ۲۰۱۵-اکنون       | سوپرمنشن                                   | دکتر دویزو/روبو-دینو (صدا)                 | فصل ۱: ۳ قسمت؛ فصل ۲-تااکنون: نقش اصلی |
| ۲۰۱۷             | انجی ترابکا                                | دکتر توماس هورنبین                         | ۳ قسمت                                 |
| ۲۰۱۷             | غیرمنتظره                                  | راوی                                       | ۱ قسمت ("قدرت تسلط روی مردم")          |
| ۲۰۱۷             | تابستان آمریکایی خیس و گرم: ده سال بعد     | اریک                                       | ۴ قسمت                                 |
| ۲۰۱۹             | من شب هستم                                 | جی سینگلتری                                | هم چنین تهیه‌کننده اجرایی               |
| ۲۰۱۹             | بابای آمریکایی!                            | الیستر کواکس (صدا)                         | ۱ قسمت ("گوش‌های خرگوش")                |
| ۲۰۲۰             | فیلم خانه: عروس شاهزاده                    | وسلی                                       | مینی سریال                             |

### بازی‌های ویدیویی
| سال  | عنوان        | نقش                |
| ---- | ------------ | ------------------ |
| ۲۰۱۳ | پیشتازان فضا | جیمز تی. کرک (صدا) |

### موزیک ویدیوها
| سال  | عنوان               | هنرمند         |
| ---- | ------------------- | -------------- |
| ۲۰۱۲ | «تمام آنچه می‌خواهم» | ایوی والز      |
| ۲۰۱۳ | «چشم ملکه»          | پاول مک کارتنی |
| ۲۰۱۸ | «اقیانوس سفید»      | ایوی والز      |

### تئاتر
| سال  | عنوان         | نقش          | تئاتر               |
| ---- | ------------- | ------------ | ------------------- |
| ۲۰۰۶ | آتئیست        | آگوستین ارلی | سنتر استیج، نیویورک |
| ۲۰۰۷ | خوک چاق       | کارتر        | سالن تئاتر گفون     |
| ۲۰۰۹ | فروگت نورث    | استیون       | سالن تئاتر گفون     |
| ۲۰۱۰ | ستوان اینیشور | پادریک       | مارک تیپر فورم      |